# エール大学ゴルフコース
エール大学ゴルフコース（Yale University Golf Course、あるいはエールゴルフコース）は米国コネチカット州ニューヘイブンのエール大学施設 “Ray Tompkins Memorial” （レイトンプキンズメモリアル）内にあるゴルフコースで、エール大学が所有・運営している。大面積で起伏の激しいグリーン、とても深いバンカー、しばしばブラインドショットを必要とする広くてうねりのきついフェアウェイなど、米国ゴルフのゴールデンエージに建設されたコースの典型例とされている。チャールズ・B・マクドナルドとセス・レイノアのコラボレーション後期の設計で、セントアンドリュースオールドコースのロード (Road) ホールおよびエデン (Eden) ホール、ノースバーリック (North Berwick) のレダン (Redan) ホール、プレストウィックのアルプス (Alps) ホールなど、スコットランドやイングランドの著名なホールを手本としたテンプレートを基に、現地の状況に合わせたアレンジを取り入れた設計となっている。ゴルフウィーク誌の2019年ベスト30大学ゴルフコースで引き続き1位であるだけではなく、ゴルフマガジンの2020 – 2021年世界トップ100コースでは83位にランクされている。
学生、卒業生、大学関連コミュニティーが優先的にプレーできるが、ゴルフシーズン中の月曜日は外部グループにも公開されており、100名以上のプライベートコンペが可能。

## 歴史

### レイとサラ・トンプキンス
ニューヘイブンの地にゴルフがもたらされたのは、ロバート・プライド (Robert Pryde) がニューヘイブンゴルフクラブ (New Haven Golf Club) を立ち上げて、現在のニューホールビル (Newhallville) およびプロスペクトヒル (Prospect Hill) の付近に9ホールのコースを建設した1895年の秋ごろだった。ゴルフはニューヘイブンの住民とエール大学の学生の間で非常に高い人気のスポーツとなり、1900年には現在のアルバータスマグナスカレッジ (Albertus Magnus College) がある付近にまで北側に拡張されて18ホールコースとなった。だがその後コース周辺に住宅が増えたため再び9ホールへの縮小を余儀なくされ、ついには1911年に閉場してしまった。エールの学生たちはオレンジにあるレースブルックカントリークラブ (Race Brook Country Club) に出向かなければならなくなったが、キャンパスからは距離があってとても不便になった。それでも依然としてゴルフ熱が冷めない様子を見たジョージ・アディー (George Adee、エールフットボールチームのクオーターバックでレイ・トンプキンズの10年ほど後輩) は1922年、エールアスレチック協会に手紙を書き、学生らの欲求不満と懸念の様子を訴えた。この時点で、プリンストン大学は既に自前のコースを所有しており、また、ハーバード大学も専用コース建設計画をスタートさせていたこともあり、アディーの提案をきっかけとしてレイ・トンプキンスの未亡人であったサラ・ウェイ・トンプキンスの持つ土地を購入するか寄付を受ける方向で計画が進行することになった。レイ・トンプキンスは1882年及び1883年のエールフットボールチームキャプテンであり、ニューヨークの “Chemung Canal Trust Company” の社長を務め莫大な財産を得た。1918年に死亡したが、妻のサラに100万ドル以上の不動産を遺産として残した。しかし遺言には、サラの死後に残った財産は「大学の学生がスポーツ活動練習を拡張し発展させるための施設を提供するために」エールに与えられるとの規定があった。アディーによる提案の翌年（1923年）、エール大学はグリーストエステイト (Greist Estate) と呼ばれる土地を購入したうえでそれを大学に寄付してほしいとトンプキンス夫人に願い出た。夫人はためらうことなく受け入れ、当該土地を375,000ドルで購入した。

### 建設と設計

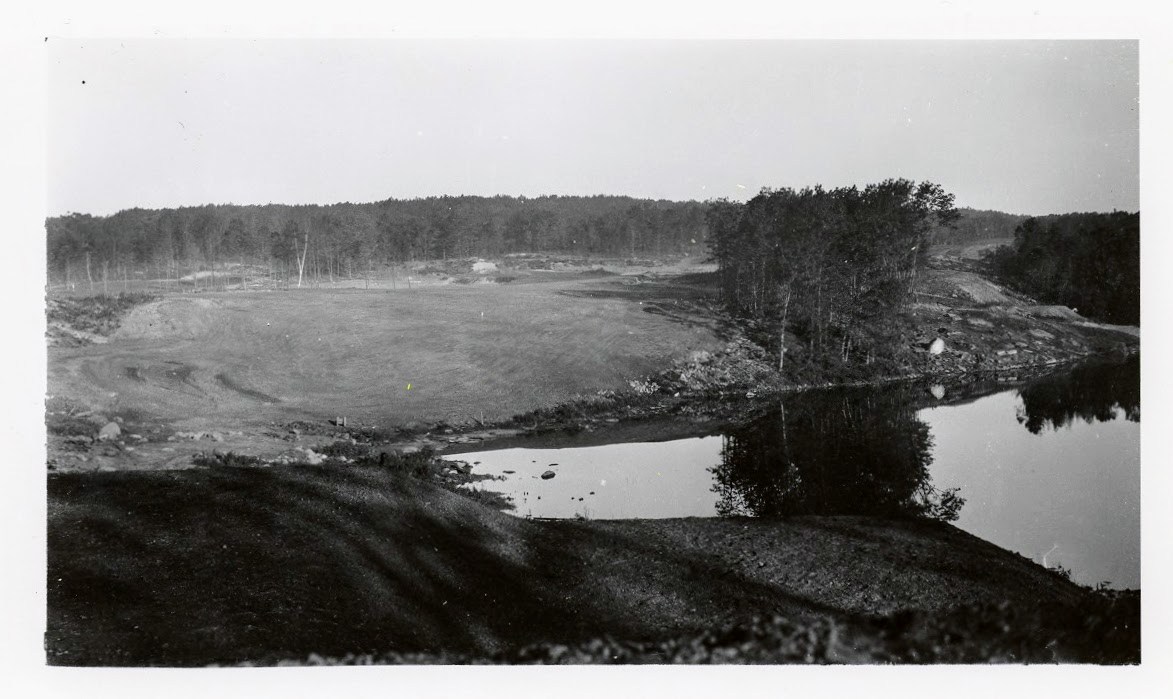
建設中のエールゴルフコース第1ティーからの眺め

トンプキンス夫人によるグリーストエステートの寄付を受けてエールゴルフ委員会が結成され、アディーが主席議長に就任し、他に J・F・バイヤーズ (J.F. Byers)、ジェス・スイーツァー (Jess Sweetser) などが委員となり、早速に著名なゴルフコース設計家であったチャールズ・B・マクドナルドにコンタクトし、この土地にワールドクラスのゴルフ場の建設が可能であることを確認した。現地を見て可能性を直感したマクドナルドはこのプロジェクトのコンサルタントになることを承知し、コース設計は直前まで共同経営者であったセス・レイノア (Seth Raynor) を推挙した。7,500ドルでこのプロジェクトを請け負ったレイノアは1923年の夏には測量作業を開始した。もともと大部分は沼地だったことから、排水、発破、整地の作業は難航し、マクドナルドは当時を振り返って、「困難な土木作業だった。40年以上にわたり耕作されておらず、高地で起伏が激しく、木々が密生していた。エールが購入した段階では道路や家の一切ない、まさに荒野だった。木々の密集で50フィート先は見えず、下層の植生も厚かった。」そんなこんなで、やっと120エーカーをゴルフコース用に開拓することに成功した。
1924年4月には建設工事が開始された。60名の作業員がこれに当たったが、最盛期には150人まで増加した。途中、コースの灌漑用に全長35,000フィートに及ぶ配管が必要となるなど当初の予算をはるかに超える建設費を投じ、1926年4月15日に開場にこぎつけた。開場時のコースはパー71、6,552ヤードに設定された。最終的に要した費用は400,000ドル以上という記録的な金額であったが、プレーしたすべての人から好評を得た。高評価者の一人であるハーバート・ウォレン・ワインド (Herbert Warren Wind) は、「原野を骨の折れる工事で切り開いて作ったコースのグリーンやハザードは、ミケランジェロの作品を彷彿とさせる次元の風格が感じられる」と評した。コースは現在に至るまで大きな改修は加えられておらず、往時の米国ゴルフの至高に今でも触れることができる。

### USGA主催大会
| 大会名                             | 開催年 | 優勝                     | 会場               | スコア  | 準優勝                  |
| ---------------------------------- | ------ | ------------------------ | ------------------ | ------- | ----------------------- |
| 全米ジュニアアマチュアゴルフ選手権 | 1952年 | ドナルドM.ビスプリンホフ | エールゴルフコース | 2アップ | エディ・M・マイヤーソン |
| 全米ジュニアアマチュアゴルフ選手権 | 1988年 | ジェイソンワイドナー     | エールゴルフコース | 1アップ | ブランドン・ナイト      |

### NCAA地域選手権
| 大会名                                     | 開催年 | 勝利チーム                   | 会場               | 優勝スコア | 準優勝チーム                       | 個人優勝                                    | スコア    |
| ------------------------------------------ | ------ | ---------------------------- | ------------------ | ---------- | ---------------------------------- | ------------------------------------------- | --------- |
| NCAAイーストリージョナルチャンピオンシップ | 1991   | ジョージア工科大学           | エールゴルフコース | 852（+12） | ジョージア大学                     | チャン・リーブス-ジョージア工科大学         | 207（-3） |
| NCAAイーストリージョナルチャンピオンシップ | 1995年 | クレムソン大学               | エールゴルフコース | 857（+17） | ノースカロライナ大学チャペルヒル校 | クリスチャン・レイノア -フロリダ州立大学    | 212（+2） |
| NCAAイーストリージョナルチャンピオンシップ | 2004年 | クレムソン大学               | エールゴルフコース | 856（+16） | ペンシルベニア州立大学             | ビル・ハース-ウェイクフォレスト大学         | 207（-3） |
| NCAAイーストリージョナルチャンピオンシップ | 2010年 | テキサス大学とケント州立大学 | エールゴルフコース | 835（-5）  | UCLA （3位）                       | T・J・ハウ-ペンシルベニア州立大学           | 203（-7） |
| NCAAイーストリージョナルチャンピオンシップ | 2015年 | サウスフロリダ大学           | エールゴルフコース | 826（-14） | サンディエゴ州立大学               | ジョーダン・ニーブルッジ-オクラホマ州立大学 | 203（-7） |

## マクドナルドカップ
マクドナルドカップは、エール大学男子ゴルフ代表チームのホームで行われる秋期インターカレッジ大会である。1976年にエールのゴルフコーチであるデビッド・パターソンの発案でエール秋季インターカレッジエートとして始まったもので、9月の最終週か10月の初めの週に開催される。2002年にパターソンはコースを設計したマクドナルドに敬意を表して現在の名称に改名した。この大会はニューイングランドで開催される唯一のディビジョン I の大会であり、中部大西洋岸、南東部、中西部地区から全米ランク入りチームの参戦がある。2日間で3ラウンドのストロークプレーで行われ、コースは最長の6,825ヤードに設定される。

### 過去のマクドナルドカップ結果
| 大会名                 | 優勝チーム               | スコア     | 個人優勝                                                                         | スコア     |
| ---------------------- | ------------------------ | ---------- | -------------------------------------------------------------------------------- | ---------- |
| 2003マクドナルドカップ | ペンシルベニア州立大学   | 573（+13） | マーク・レオン（ペンシルベニア州立大学）                                         | 139（-1）  |
| 2004マクドナルドカップ | ビンガムトン大学         | 591（+31） | ケビン・クロフォード（ビンガムトン大学）とジェイ・パノン（ロードアイランド大学） | 143（+3）  |
| 2005マクドナルドカップ | ペンシルバニア大学       | 580（+20） | ダスティンウェザラップ（ハートフォード大学）                                     | 134（-6）  |
| 2006マクドナルドカップ | ビンガムトン大学         | 904（+64） | ロバート・リンドストローム（バーミンガムサザンカレッジ）                         | 215（+5）  |
| 2007マクドナルドカップ | テキサスクリスチャン大学 | 573（+13） | テイラー・ヘイクス（エール大学）                                                 | 142（+2）  |
| 2008マクドナルドカップ | オクラホマ大学           | 860（+20） | ジェーソン・スレッシャー（ブライアント大学）                                     | 208（-2）  |
| 2009マクドナルドカップ | イェール大学             | 842（+2）  | トムマッカーシー（エール大学）                                                   | 204（-6）  |
| 2010マクドナルドカップ | セントジョンズ大学       | 565（+5）  | ケビンジョセフソン（セントラルコネチカット州立大学）                             | 136（-4）  |
| 2011マクドナルドカップ | イェール大学             | 565（+5）  | ピーターウィリアムソン（ダートマス大学）                                         | 136（-4）  |
| 2012マクドナルドカップ | イェール大学             | 564（+4）  | Niall Platt（ノートルダム大学）                                                  | 138（-2）  |
| 2013マクドナルドカップ | イリノイ大学             | 807（-33） | ブライアンキャンベル（イリノイ大学）                                             | 197（-13） |
| 2014マクドナルドカップ | イェール大学             | 569（+9）  | エリックミッチェル（プリンストン大学）                                           | 138（-2）  |
| 2015マクドナルドカップ | ハーバード大学           | 568（+8）  | Jon DuToit（ミネソタ大学）                                                       | 139（-1）  |
| 2016マクドナルドカップ | ハーバード大学           | 840（±0）  | マット・ノーメック（ボストン大学）                                               | 200（-10） |
| 2017マクドナルドカップ | イェール大学             | 852（+12） | ロバートフォーリー（スターリング大学）                                           | 207（-3）  |
| 2018マクドナルドカップ | イリノイ大学             | 825（-15） | ジェームズニコラス（エール大学）                                                 | 195（-15） |
| 2019マクドナルドカップ | ミネソタ大学             | 830（-10） | アンガスフラナガン（ミネソタ大学）                                               | 204（-6）  |

## ニューヘブンオープン
エールゴルフコースでは1990年のベンホーガンツアーの初年にニューヘイブンオープンという大会の会場となった。この大会はその後名称変更でコネチカットオープンとなり1993年まで続いた。最後の年はベンホーガンツアーが名称変更してナイキツアーと変わった（現在はコーンフェリーツアー）。4年間で大会名とツアー名の変更が発生するというような困難もあったが、PGAツアー入りを目指すプロたちの大会会場を務めた。

### ニューヘイブンオープンの優勝者

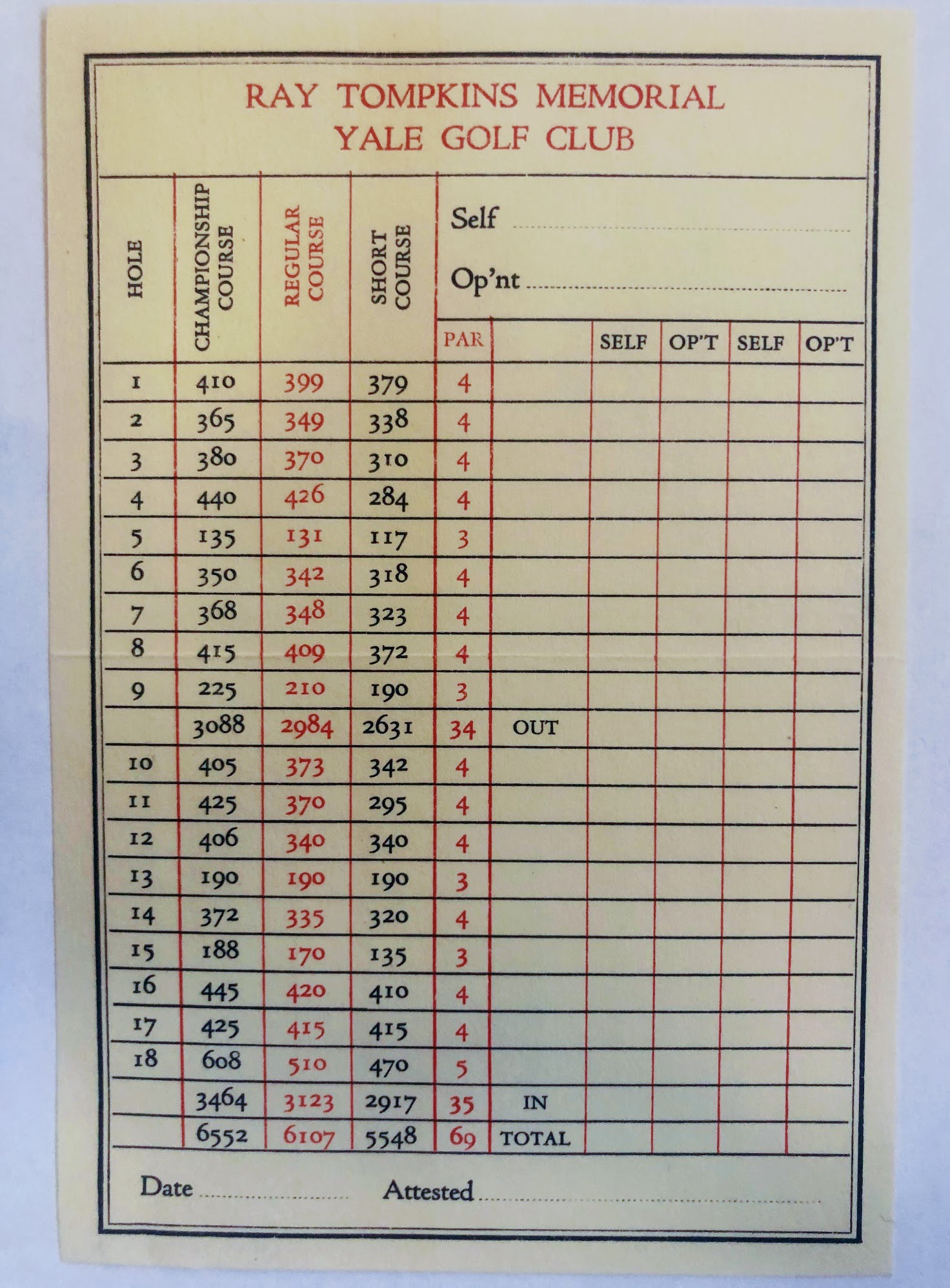
1925年のエールゴルフコーススコアカード

| 年     | 大会名                           | 勝者                   |
| ------ | -------------------------------- | ---------------------- |
| 1990年 | ベンホーガンニューヘブンオープン | ジム・マクガヴァン     |
| 1991年 | ベンホーガンコネチカットオープン | マイク・ホーランド     |
| 1992年 | ベンホーガンコネチカットオープン | ジョン・クリスチャン   |
| 1993年 | ナイキコネチカットオープン       | デイブ・ストックトンJR |

## ウィリアム・S・バイネッケゴルフハウス
クラブハウスは現代的デザインだが周囲の森と調和している。ハウス内部は高い天井と大きな窓があり、3番及び4番ホールの目前にある大きなダイニングルームからの景色はコースだけでなくコネチカットの季節の移り変わりを感じることができる。クラブのレストランであるウィディーズ (Widdy’s) ではダイニングルームとそこに通じる日当たりのよいガーデンパティオで上質なワインとおいしい料理を提供している。建物内には六角形の部屋に六角形のテーブルが置かれた会議室があり、また、コンピュータ化されたハンディキャップシステム用端末が用意されている。最新のゴルフ用具類の販売・レンタル・修理のフルサービスを提供する PGA プロショップもある。ここではエール大学のマスコットであるブルドッグ「ハンサムダン」をフィーチャーしたアパレル類の販売も行っている。